# Zeiraphera thymelopa
Espèce
Zeiraphera thymelopa est une espèce de papillons de la famille des Tortricidae. Les membres de cette famille sont souvent appelés « tordeuses » en raison de la manière dont leurs chenilles enroulent les feuilles des plantes pour former un abri lorsqu'elles se nourrissent. Les chenilles de Zeiraphera thymelopa peuvent être des ravageurs pour certaines plantes, mais il est important de noter que leur impact écologique et économique est généralement limité. Les informations sur cette espèce particulière sont limitées, et il peut être nécessaire de consulter des sources spécialisées pour en savoir plus sur sa distribution géographique, son cycle de vie et son impact sur les plantes hôtes.

## Systématique
Le nom valide complet (avec auteur) de ce taxon est Zeiraphera thymelopa (Meyrick, 1938).
L'espèce a été initialement classée dans le genre Argyroploce sous le protonyme Argyroploce thymelopa Meyrick, 1938.
Zeiraphera thymelopa a pour synonymes :
- Argyroploce thymelopa Meyrick, 1938
- Olethreutes thymelopa (Meyrick, 1938)